# Scotopteryx hyrcanaria
Scotopteryx hyrcanaria är en fjärilsart som beskrevs av Otto Staudinger 1892. Scotopteryx hyrcanaria ingår i släktet backmätare, och familjen mätare. Inga underarter finns listade.